# Second Division 1908-1909
La stagione 1908-1909 è stata la diciassettesima edizione della Second Division, secondo livello del campionato di calcio inglese. Il capocannoniere del torneo fu Alf Bentley del Derby County con 24 reti.

## Classifica finale
|  | Pos. | Squadra              | Pt | G  | V  | N  | P  | GF | GS | GF GS |
|  | ---- | -------------------- | -- | -- | -- | -- | -- | -- | -- | ----- |
|  | 1    | Bolton               | 52 | 38 | 24 | 4  | 10 | 59 | 28 | 2.11  |
|  | 2    | Tottenham            | 51 | 38 | 20 | 11 | 7  | 67 | 32 | 2.09  |
|  | 3    | West Bromwich        | 51 | 38 | 19 | 13 | 6  | 56 | 27 | 2.07  |
|  | 4    | Hull City            | 44 | 38 | 19 | 6  | 13 | 63 | 39 | 1.61  |
|  | 5    | Derby County         | 43 | 38 | 16 | 11 | 11 | 55 | 41 | 1.34  |
|  | 6    | Oldham Athletic      | 40 | 38 | 17 | 6  | 15 | 55 | 43 | 1.28  |
|  | 7    | Wolverhampton        | 39 | 38 | 14 | 11 | 13 | 56 | 48 | 1.17  |
|  | 8    | Glossop              | 38 | 38 | 15 | 8  | 15 | 57 | 53 | 1.07  |
|  | 9    | Gainsborough Trinity | 38 | 38 | 15 | 8  | 15 | 49 | 70 | 0.70  |
|  | 10   | Fulham               | 37 | 38 | 13 | 11 | 14 | 58 | 48 | 1.21  |
|  | 11   | Birmingham City      | 37 | 38 | 14 | 9  | 15 | 58 | 61 | 0.95  |
|  | 12   | Leeds City           | 35 | 38 | 14 | 7  | 17 | 43 | 53 | 0.81  |
|  | 13   | Grimsby Town         | 35 | 38 | 14 | 7  | 17 | 41 | 54 | 0.76  |
|  | 14   | Burnley              | 33 | 38 | 13 | 7  | 18 | 51 | 58 | 0.88  |
|  | 15   | Clapton Orient       | 33 | 38 | 12 | 9  | 17 | 37 | 49 | 0.76  |
|  | 16   | Bradford PA          | 32 | 38 | 13 | 6  | 19 | 51 | 59 | 0.86  |
|  | 17   | Barnsley             | 32 | 38 | 11 | 10 | 17 | 48 | 57 | 0.84  |
|  | 18   | Stockport County     | 31 | 38 | 14 | 3  | 21 | 39 | 71 | 0.55  |
|  | 19   | Chesterfield         | 30 | 38 | 11 | 8  | 19 | 37 | 67 | 0.55  |
|  | 20   | Blackpool            | 29 | 38 | 9  | 11 | 18 | 46 | 68 | 0.68  |

### Verdetti
- Bolton Wanderers e Tottenham Hotspur promosse in First Division 1909-1910.